# Mainzer Straße (Berlin-Neukölln)
Die Mainzer Straße im Ortsteil Neukölln in Berlin, unweit vom Flughafen Tempelhof gelegen, beginnt an der Karl-Marx-Straße und endet an der Rollbergstraße. Sie wurde nach der Stadt Mainz benannt und bekam ihren Namen am 4. November 1898.
Ursprünglich grenzte die Mainzer Straße im Norden an die damalige Berliner Straße, die erst 1947 in Karl-Marx-Straße umbenannt wurde, und im Süden an die Jägerstraße, deren Umbenennung in Rollbergstraße erst im Jahre 1950 stattfand.
Die Mainzer Straße stellt ein soziales Konfliktfeld dar. Hier wohnen im Jahr 2005 vorwiegend Bewohner nichtdeutscher Herkunft. Die teilweise 100-jährigen, von den Bombardements des Zweiten Weltkriegs weitgehend verschont gebliebenen Mietshäuser sind meist saniert, die Straße selbst hat noch Kopfsteinpflaster. Der Berliner Senat will die Straße innerhalb des Gebiets zwischen Karl-Marx-Straße, Hermannstraße und Flughafenstraße mittels Senatsförderung vor dem sozialen Niedergang bewahren.
Wegen der schlechten ökonomischen Situation ihrer Anwohner haben es auch die wenigen Restaurants bzw. Kneipen schwer und kämpfen um ihr Überleben. Durch die nun begonnenen Maßnahmen, die auf das im Jahre 1999 vom Berliner Senat eingeführte Quartiersmanagement zurückgehen, soll die Situation in dieser Straße mit „besonderem Entwicklungsbedarf“ stabilisiert werden.
Besonders zu bemerken ist die Evangelische Schule Neukölln, die in der Mainzer Straße seit über 60 Jahren besteht. Sie besteht aus der Grundschule (1.–6. Klasse), der Sekundarstufe I (7.–10. Klasse), die eine Gesamtschule ist, und der neuen Oberstufe, die in den 1990er Jahren eingeführt wurde. Pflichtfach für alle Klassen ist Religion.